# Plinio Bolla

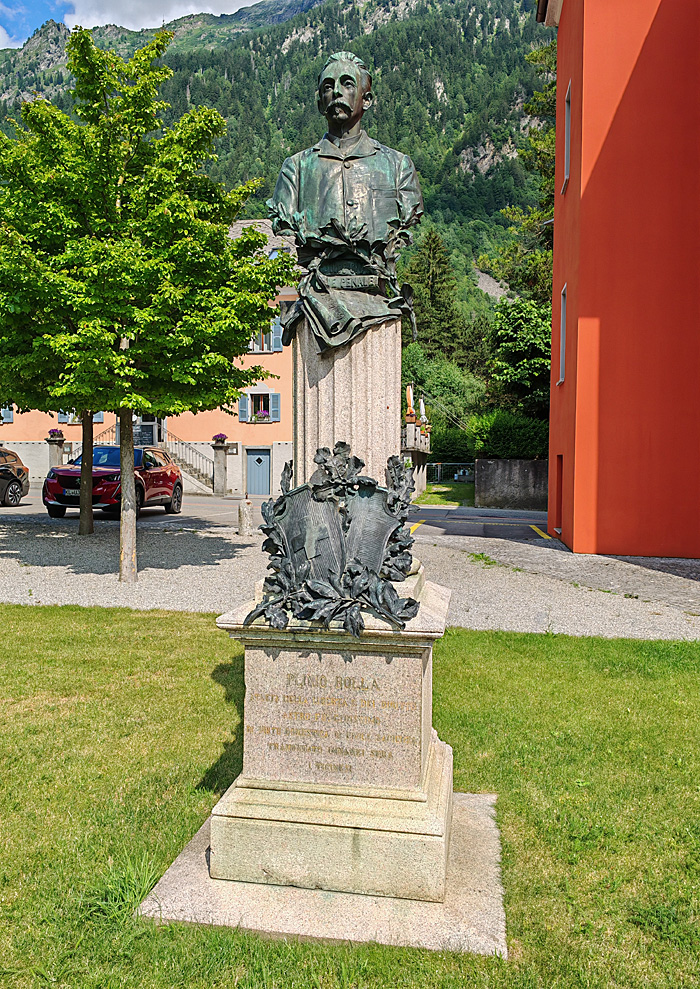
Denkmal in Olivone

Plinio Bolla (* 3. Januar 1859 in Locarno; † 23. August 1896 in Olivone) war ein Schweizer Rechtsanwalt, Politiker der FDP.Die Liberalen, Gemeindepräsident von Olivone, Tessiner Grossrat und Nationalrat.

## Biografie
Plinio Bolla war Sohn des Luigi Bolla und dessen Ehefrau Marietta Leone. Er heiratete Fanny Blanchoud. Nach dem Besuch des Gymnasiums in Locarno besuchte er die Rechtsakademie in Lausanne, wo er 1879 sein Studium abschloss. Nach einer Zeit der Zusammenarbeit mit dem Anwalt Stefano Gabuzzi aus Bellinzona eröffnete er ein Büro in Olivone. Als hoch angesehener und fähiger Jurist wurde er in die ausserparlamentarische Kommission berufen, die die Projekte zur Vereinheitlichung des schweizerischen Zivilrechts prüfen sollte.
Er war Gemeindepräsident von Olivone von 1895 bis 1896, ab 1892 Abgeordneter im Grossrat, (Präsident 1894),  Nationalrat von 1893 bis 1896. Im Jahr 1893 wurde er in den Staatsrat gewählt, verzichtete aber auf das Amt. Er war Mitglied der kantonale Konstituante von 1892 und der speziellen Kommission für das Projekt einer Verfassungsrevision. Als Verfechter eines entschlossenen politischen Handelns im Rahmen der Gesetze bemühte er sich erfolglos, die Ungeduld der Radikalen zu zügeln, die seit 1889 den Einsatz von Waffen zum Sturz des konservativen Regimes forderten. Nach der radikalen Revolution vom 11. September 1890 (Tessiner Putsch) wurde er vom Bundesrat zur Teilnahme an den Berner Konferenzen berufen, die die Einführung der gemischten Regierung und des Proporzsystems im Kanton Tessin ratifizierten.
Er wurde 1895 zum Vorsitzenden der Radikalliberalen Partei gewählt und bemühte sich, als ausgleichendes Element zwischen den gemässigten und radikalen Strömungen in seiner Partei zu agieren, wobei er den Geist der neuen Institutionen und den Befriedungswillen des Bundesrates gut interpretierte. Er war Verfasser einer Biographie von Vincenzo D’Alberti.